# (474050) 2016 GL244
(474050) 2016 GL244 es un asteroide perteneciente al cinturón de asteroides, descubierto el 5 de octubre de 2007 por el equipo del Spacewatch desde el Observatorio Nacional de Kitt Peak, Arizona, Estados Unidos.

## Designación y nombre
Designado provisionalmente como 2016 GL24.

## Características orbitales
2016 GL244 está situado a una distancia media del Sol de 3,161 ua, pudiendo alejarse hasta 3,273 ua y acercarse hasta 3,050 ua. Su excentricidad es 0,035 y la inclinación orbital 9,119 grados. Emplea 2053 días en completar una órbita alrededor del Sol.

## Características físicas
La magnitud absoluta de 2016 GL244 es 15,4. Tiene 4,174 km de diámetro y su albedo se estima en 0,053.